# Montbarrois
Montbarrois är en kommun i departementet Loiret i regionen Centre-Val de Loire strax norr Frankrikes mitt. Kommunen ligger i kantonen Beaune-la-Rolande som tillhör arrondissementet Pithiviers. År 2022 hade Montbarrois 297 invånare.

## Befolkningsutveckling
Antalet invånare i kommunen Montbarrois
| Referens: INSEE |